# Christopher Llewellyn Smith

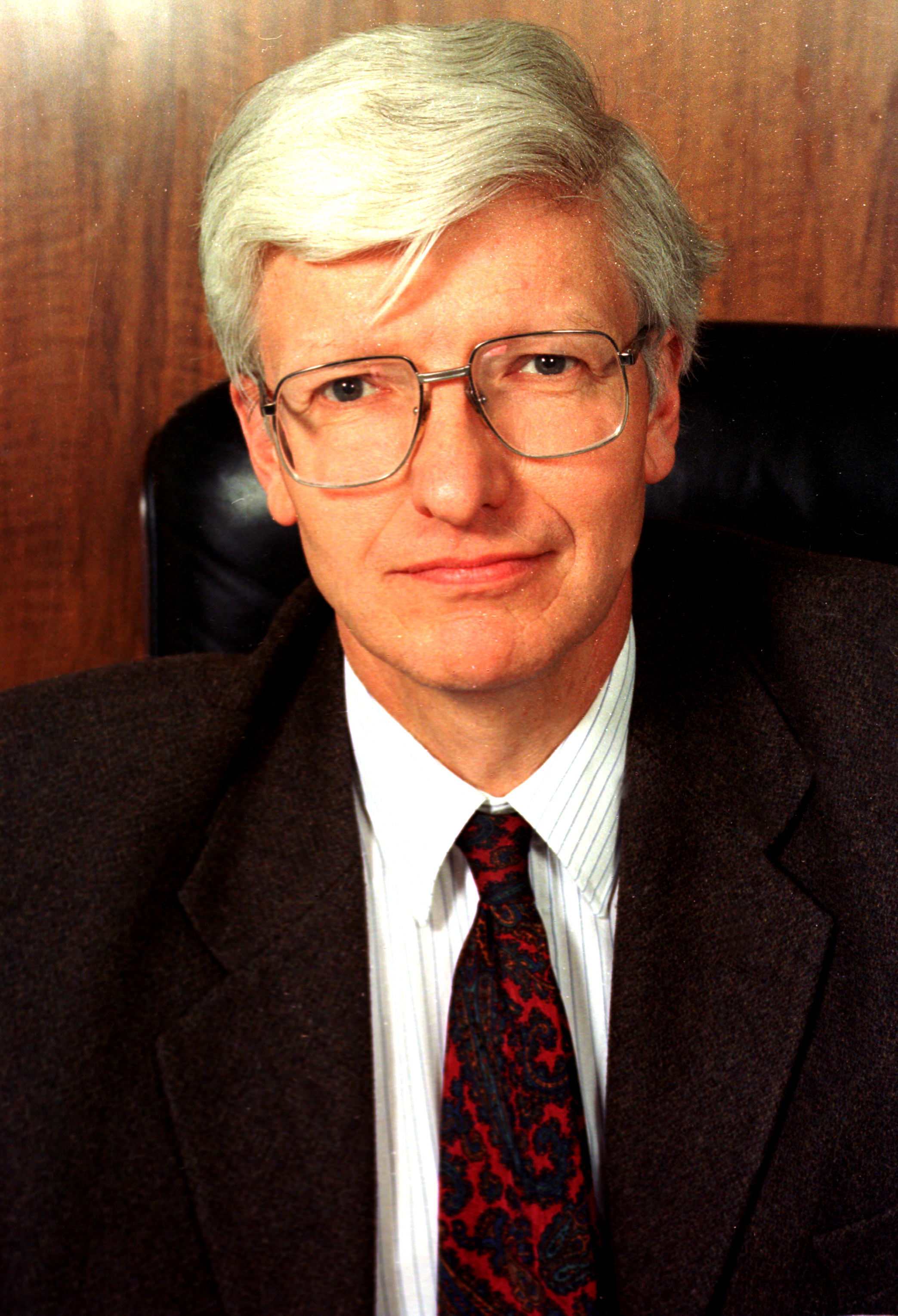
Llewellyn Smith 1996

Sir Christopher Hubert Llewellyn Smith (* 19. November 1942) ist ein britischer Physiker.

## Leben
Smith studierte an der Universität Oxford (New College), an der er 1967 in theoretischer Physik promoviert wurde. Als Post-Doktorand war er kurz am Lebedew-Institut in Moskau, 1968 bis 1970 am CERN und zwei Jahre am SLAC. 1972 bis 1974 war er in der Theorie-Abteilung (Theoretical Studies Division) des CERN und war 1973 bis 1976 im Experiment-Komitee für das Super Proton-Synchrotron (SPS). 1974 war er wieder in Oxford, wo er Fellow des St. John’s College war, zuerst Lecturer und ab 1980 Reader.
Smith war von 1987 bis 1998 Professor in Oxford und stand von 1987 bis 1992 der Physik-Fakultät vor. Gleichzeitig blieb er aber dem CERN verbunden und war 1986 bis 1993 in dessen Scientific Policy Committee.
Er war von 1994 bis 1998 Generaldirektor des CERN. Unter seiner Direktion wurde der Large Hadron Collider im Dezember 1994 genehmigt.
Von 1999 bis 2002 war er Provost und Präsident des University College London.
Er war von 2004 bis 2009 Vorsitzender des Euratom Komitees für Fusion und war bis 2009 Vorsitzender des britischen Fusionsprogramms (UKAEA Culham Division). Ab 2004 war er auch wieder Gastprofessor in Oxford und Direktor der Energieforschung. Von 2007 bis 2009 war er Vorsitzender des internationalen Komitees für den geplanten ITER Fusionsreaktor.
2008 wurde er Vorsitzender des SESAME-Rates (das Projekt eines Teilchenbeschleunigers in Jordanien).
1984 wurde er Fellow der Royal Society und 1994 der American Physical Society.  Seit 1989 ist er Mitglied der Academia Europaea. 1999 erhielt er die Glazebrook Medal. 2001 wurde er als Knight Bachelor geadelt. Seit 2000 ist er Ehrenfellow des St. John’s College in Oxford. 2015 erhielt er die Royal Medal der Royal Society.